# Roi Reinshreiber
Roi Reinshreiber (Hebreeuws: רועי ריינשרייבר) (20 augustus 1980) is een Israëlisch voetbalscheidsrechter. Hij is in dienst van FIFA en UEFA sinds 2014. Ook leidt hij wedstrijden in de Ligat Ha'Al.
Op 17 juli 2014 debuteerde Reinshreiber in Europees verband tijdens een wedstrijd tussen Bursaspor en Tsjichoera Satsjchere in de tweede voorronde van de UEFA Europa League; het duel eindigde in 0–0 en de Israëlische leidsman gaf vijf gele kaarten. Zijn eerste interland floot hij op 10 oktober 2017, toen Hongarije met 1–0 won van Faeröer door een doelpunt van Dániel Böde. Tijdens dit duel gaf Reinshreiber vier gele kaarten.

## Interlands
| Datum            | Plaats                  | Wedstrijd                  | Uitslag | Competitie             | Kreeg geel | Kreeg voor de tweede keer geel en dus rood | Weggestuurd |
| ---------------- | ----------------------- | -------------------------- | ------- | ---------------------- | ---------- | ------------------------------------------ | ----------- |
| 10 oktober 2017  | Boedapest, Hongarije    | Hongarije – Faeröer        | 1 – 0   | WK 2018 kwalificatie   | 5          | 0                                          | 0           |
| 23 maart 2018    | Nicosia, Cyprus         | Cyprus – Montenegro        | 0 – 0   | Vriendschappelijk      | 1          | 0                                          | 0           |
| 27 maart 2018    | Craiova, Roemenië       | Roemenië – Zweden          | 1 – 0   | Vriendschappelijk      | 3          | 0                                          | 0           |
| 13 oktober 2018  | Skopje, Macedonië       | Macedonië – Liechtenstein  | 4 – 1   | Nations League 2018/19 | 3          | 0                                          | 0           |
| 22 maart 2019    | Luxemburg, Luxemburg    | Luxemburg – Litouwen       | 2 – 1   | EK 2020 kwalificatie   | 0          | 0                                          | 0           |
| 14 oktober 2020  | Athene, Griekenland     | Griekenland – Kosovo       | 0 – 0   | Nations League 2020/21 | 5          | 0                                          | 0           |
| 30 maart 2021    | Bakoe, Azerbeidzjan     | Azerbeidzjan – Servië      | 1 – 2   | WK 2022 kwalificatie   | 3          | 0                                          | 0           |
| 1 september 2021 | Moskou, Rusland         | Rusland – Kroatië          | 0 – 0   | WK 2022 kwalificatie   | 2          | 0                                          | 0           |
| 9 juni 2022      | Skopje, Noord-Macedonië | Noord-Macedonië – Georgië  | 0 – 3   | Nations League 2022/23 | 6          | 0                                          | 0           |
| 19 juni 2023     | Belfast, Noord-Ierland  | Noord-Ierland – Kazachstan | 0 – 1   | EK 2024 kwalificatie   | 3          | 0                                          | 0           |

Laatst bijgewerkt op 20 juni 2023.